# Eddie the Eagle (film)
Eddie the Eagle is een Brits-Amerikaanse-Duitse sportfilm uit 2016, geregisseerd door Dexter Fletcher. De film vertelt het levensverhaal van schansspringer Eddie Edwards. De hoofdrollen worden vertolkt door Taron Egerton en Hugh Jackman.

## Verhaal
Eddie Edwards droomt van olympisch goud. Omdat hij in de meeste disciplines geen succes kent, besluit hij zich toe te leggen op de Olympische Winterspelen. Hij wil deelnemen als schansspringer.
Tijdens zijn voorbereiding leert hij Bronson Peary kennen, een Amerikaanse ex-kampioen in het schansspringen die de sport opgaf na een conflict met zijn mentor Warren Sharp. Samen gebruiken ze onorthodoxe manieren om Eddie klaar te stomen voor de Olympische Winterspelen van 1988.
Ondanks steeds strenger wordende regels weet Eddie zich te kwalificeren voor de Olympische Spelen. Bronson vreest echter dat hij zich belachelijk zal maken en adviseert hem om niet deel te nemen. Eddie laat zich niet van de wijs brengen en neemt toch deel. Hij vestigt een Brits record en weet de harten van het publiek te veroveren.

## Rolverdeling
| Acteur             | Personage                         |
| ------------------ | --------------------------------- |
| Taron Egerton      | Michael "Eddie the Eagle" Edwards |
| Hugh Jackman       | Bronson Peary                     |
| Christopher Walken | Warren Sharp                      |
| Iris Berben        | Petra                             |
| Mark Benton        | Richmond                          |
| Keith Allen        | Terry Edwards                     |
| Jo Hartley         | Janette Edwards                   |
| Ania Sowinski      | Carrie                            |
| Tim McInnerny      | Dustin Target                     |
| Edvin Endre        | Matti "The Flying Finn" Nykänen   |
| Marc Benjamin      | Lars Holbin                       |
| Jim Broadbent      | BBC-commentator                   |
| Daniel Ings        | Zach                              |
| Rune Temte         | Bjørn                             |